# Munchhausen, Bas-Rhin

Munchhausen este o comună în departamentul Bas-Rhin, Franța. În 1 ianuarie 2022 avea o populație de 799 de locuitori.